# Sven Hedin Glacier
Sven Hedin Glacier är en glaciär i Kanada.   Den ligger i territoriet Nunavut, i den nordöstra delen av landet, 3 800 km norr om huvudstaden Ottawa. Sven Hedin Glacier ligger 338 meter över havet.
Terrängen runt Sven Hedin Glacier är kuperad åt nordväst, men åt sydost är den bergig. Sven Hedin Glacier ligger nere i en dal. Trakten runt Sven Hedin Glacier är nära nog obefolkad, med mindre än två invånare per kvadratkilometer.. Det finns inga samhällen i närheten.
Trakten runt Sven Hedin Glacier är permanent täckt av is och snö.